# Río Mayabeque
Río Mayabeque är ett vattendrag i Kuba. Det ligger i provinsen Provincia Mayabeque, i den västra delen av landet, 60 km sydost om huvudstaden Havanna.